# Ашгайм
Ашгайм (нім. Aschheim) — громада в Німеччині, розташована в землі Баварія. Підпорядковується адміністративному округу Верхня Баварія. Входить до складу району Мюнхен.
Площа — 28,04 км2. Населення становить 9315 ос. (станом на 31 грудня 2020).